# René Pauwels
René Pauwels (6 september 1927 - 7 april 2013) was een Belgisch-Vlaamse acteur die zowel op televisie als in hoorspelen speelde.
Pauwels debuteerde in 1948 bij toneelgroep Streven in Mortsel. Naast het acteren was hij actief als regisseur en schreef enkele toneelstukken. Onder leiding van regisseur Miel Geysen werkte hij mee aan tientallen hoorspelen voor Radio 2 Antwerpen. Pauwels was voornamelijk actief in het theater, sporadisch werkte hij mee aan televisieproducties. 